# Keiko Tsushima
Keiko Tsushima (津島恵子 Tsushima Keiko?, n. 7 februarie 1926, Nagasaki, Japonia – d. 1 august 2012, Tokyo⁠(d), Tōkyō, Japonia), pe numele real Naoko Mori (森直子 Mori Naoko?), a fost o actriță japoneză. A fost trecută pe generic în două filme sub psudeonimul Shizuko Kojima.

## Biografie
Keiko Tsushima s-a născut în 1926 în prefectura Nagasaki și a absolvit Școala de Muzică Toyo, după care a lucrat ca dansatoare. A fost descoperită de regizorul Kōzaburō Yoshimura de la studioul Shochiku, care a distribuit-o în filmul Anjō-ke no butōkai (1947). Regizorul Yasujirō Ozu i-a oferit rolul unei femei moderne din Japonia postbelică în filmul Ochazuke no aji (1952), iar Tadashi Imai a distribuit-o în rolul profesoarei Miyagi în filmul Himeyuri no tō (1953).
A devenit cunoscută în special pentru rolul Shino (fiica lui Manzō, care se îndrăgostește de tânărul samurai Katsushirō) din filmul Cei șapte samurai (1954), fiind acceptată de regizorul Akira Kurosawa, fără a mai susține un interviu formal, iar prima scenă filmată a fost scena finală a plantării orezului. Într-un efort de a face filmul mai atractiv atât pentru bărbați, cât și pentru femei, Keiko Tsushima (interpreta lui Shino) și Yukiko Shimazaki (interpreta soției lui Rikichi, o actriță minoră care apare doar două minute în film) au fost trecute pe afiș pe pozițiile 3 și 4, înaintea a cinci din cei șapte samurai.
Keiko Tsushima s-a căsătorit în 1957 cu Ichio Mori, care deținea atunci funcția de director al Tokyo Broadcasting System (TBS). A apărut în aproape 90 de filme între 1947 și 2002, printre care Kono futarini sachi are (1957) al lui Ishirō Honda, în care a jucat alături de Toshiro Mifune. A apărut, de asemenea, în seriale de televiziune precum Sakura și Kimi ga Jinsei no Toki.
A murit de cancer la stomac la 1 august 2012 într-un spital din Chuo, Tokyo, la vârsta de 86 de ani.

## Filmografie selectivă

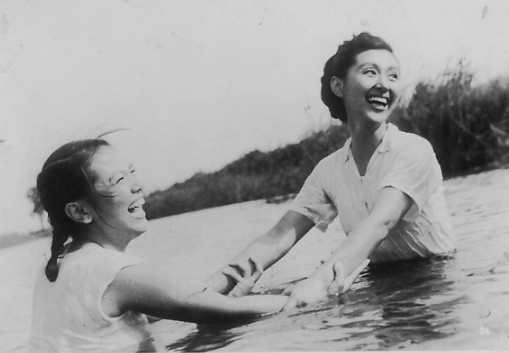
Keiko Tsushima (în dreapta) în La Tour des lys (1953).

- 1947: Le Bal de la famille Anjo (安城家の舞踏会 Anjō-ke no butōkai'?), regizat de Kōzaburō Yoshimura - Yōko Shinkawa
- 1950: Yume o meshimase (夢を召しませ?), regizat de Yūzō Kawashima - Midori Matsumura
- 1950: Les Cloches de Nagasaki (長崎の鐘 Nagasaki no kane?), regizat de Hideo Ōba
- 1951: Tenshi mo yume o miru (天使も夢を見る?), regizat de Yūzō Kawashima
- 1951: Feux d'artifice sur la mer (海の花火 Umi no hanabi?), regizat de Keisuke Kinoshita - Yukiko Nomura
- 1951: Tekirei san'nin musume (適齢三人娘?), regizat de Yūzō Kawashima - Motoko Matsukawa
- 1952: Tonkatsu taishō (とんかつ大将?), regizat de Yūzō Kawashima - Mayumi Sada
- 1952: Le Goût du riz au thé vert (お茶漬の味 Ochazuke no aji?), regizat de Yasujirō Ozu - Setsuko Yamauchi
- 1952: Vagues (波 Nami?), regizat de Noboru Nakamura
- 1953: La Tour des lys (ひめゆりの塔 Himeyuri no tō?), regizat de Tadashi Imai - profesoara Miyagi
- 1953: Le Cœur sincère (まごころ Magokoro?) de Masaki Kobayashi - Kiyoko Nonomiya
- 1953: Hiroba no kodoku (広場の孤独?), regizat de Shin Saburi - Fumie
- 1954: Cei șapte samurai (七人の侍 Shichinin no samurai?), regizat de Akira Kurosawa - Shino[14]
- 1954: Kunisada Chūji (国定忠治?), regizat de Eisuke Takizawa - Otoyo
- 1954: La Vallée de l'amour et de la mort (愛と死の谷間 Ai to shi no tanima?), regizat de Heinosuke Gosho

## Legături externe
- Keiko Tsushima la Internet Movie Database
- Keiko Tsushima pe Japanese Movie Database